# Южная армия (Германская империя)
Южная армия (нем. Südarmee / Armeeoberkommando Süd / A.O.K. Süd) — вооружённое формирование войск Германской империи. Создано 11 января 1915 года, с целью проведения военных действий против России, принимало участие в основном в боях на Восточном фронте. Прекратило своё существование 25 января 1918 года.

## История
Была сформирована 11 января 1915 года на территории Бреслау путём преобразования 2-го корпуса в армию, долженствовавшую принимать участие в боях в районе венгерских Карпат, командующим назначили генерала от инфантерии Александра фон Линзингена. 8 июля 1915 года последний стал командующим Бугской армии, южная армия перешла в подчинение командующего 2-го Баварского резервного корпуса генерала от инфантерии Феликса фон Ботмера.
После выхода России из войны (заключения Брест-Литовского сепаратного мирного договора) и частичного вывода германских войск с оккупированных на Востоке областей была распущена.
В разное время штаб дислоцировался на территории Мукачево (с 11 января 1915 года), Стрыя (с 5 июля 1915 года), Бережаны (с 4 сентября 1915 года), Ходорова (с 15 ноября 1916 года) и Чорткова (с 4 августа 1917 года).